# Katwijk
Katwijk és un municipi de la província d'Holanda del Sud, al sud dels Països Baixos. L'1 de gener del 2009 tenia 61.371 habitants repartits sobre una superfície de 31,06 km² (dels quals 6,4 km² corresponen a aigua). Limita amb el Noordwijk, Teylingen, Oegstgeest, Leiden, i Wassenaar.

## Personatges il·lustres
- Dirk Kuyt, futbolista